# 有時候，他們會回來
《有時候，他們會回來》（英語：Night Shift）是美國暢銷作家史蒂芬·金首部短篇小說集，共收錄二十篇短篇故事，於1978年出版，1979年獲提名軌跡獎及世界奇幻獎，1980年獲得了炎魔獎。書中大部分的短篇故事都已經改編成電影或電視影集。華文地區早年曾將書名翻譯為「玉米田的孩子」。

## 收錄故事
| 故事標題               | 先前發表於         |
| ---------------------- | ------------------ |
| 《耶路撒冷地》         | 從未發表           |
| 《夜班》               | 《Cavalier》1970年 |
| 《夜浪》               | 《Ubris》1969年    |
| 《我是通道》           | 《Cavalier》1971年 |
| 《燙衣機》             | 《Cavalier》1972年 |
| 《櫃魔》               | 《Cavalier》1973年 |
| 《灰色菌》             | 《Cavalier》1973年 |
| 《戰場》               | 《Cavalier》1972年 |
| 《卡車》               | 《Cavalier》1973年 |
| 《有時候，他們會回來》 | 《Cavalier》1974年 |
| 《草莓之春》           | 《Ubris》1968年    |
| 《窗台》               | 《閣樓》1976年     |
| 《割草人》             | 《Cavalier》1975年 |
| 《戒菸公司》           | 從未發表           |
| 《我了解你的需要》     | 《柯夢波丹》1976年 |
| 《玉米田的孩子》       | 《閣樓》1977年     |
| 《梯子的最後一階》     | 從未發表           |
| 《愛花的男人》         | 《Gallery》1977年  |
| 《夜荒荒心慌慌》       | 《Maine》1978年    |
| 《房間裡的女人》       | 從未發表           |

## 序言和引言
《有時候，他們會回來》是史蒂芬·金第一本寫了序言的書。而序言由一名史蒂芬·金喜愛的作家約翰·D·麥唐諾所寫。